# Marcello Avallone
Marcello Avallone (Roma, 26 agosto 1938) è un regista e sceneggiatore italiano.

## Biografia
Marcello Avallone nato a Roma nel 1938, entra nel mondo del cinema, nel 1957, come assistente sul set di Poveri ma belli di Dino Risi in cui recita anche una piccola parte.
Negli anni '60 dirige un documentario per la Rai sulla ferratura dei cavalli da corsa. Nel 1962 fu assistente di Riccardo Freda per Maciste all’inferno, Le sette spade del vendicatore e, infine, L'orribile segreto del dr. Hichcock, quest'ultimo girato a Bracciano tra le location in appena tre settimane. 
Nel 1968 fu assistente di Giovanni Fago nel film Per 100.000 dollari t'ammazzo.
In seguito viene convocato da Luciano Martino per realizzare un film inchiesta su temi scabrosi dal titolo L’altra faccia del peccato (1969). Dirige film erotici negli anni '70 per poi passare al genere horror con i film Un gioco per Eveline, Spettri e Maya.
Avallone nella sua carriera ha diretto anche video musicali, spot pubblicitari e documentari industriali di vario argomento, oltre a servizi televisivi.

## Filmografia

### Regista

#### Cinema
- L'altra faccia del peccato – documentario (1968)
- Un gioco per Eveline (1971)
- Cugine mie (1978)
- Spettri (1987)
- Maya (1988)
- Panama Sugar (1990)
- Vie consolari romane (1996)
- Last Cut - Ultimo taglio (1997)

#### Televisione
- Indizio fatale – film TV (1999)
- Nessuno paura – film TV (2001)

### Attore
- Poveri ma belli, regia di Dino Risi (1957)

## Videoclip
- 1981 – Due ragazzi di Ron
- 1981 – Sulla Terra sulla Luna di Teresa De Sio
- 1981 – Vieni ragazzo di Gianna Nannini
- 1982 – Chi ha paura della notte? della Premiata Forneria Marconi
- 1984 – Capitani coraggiosi della Premiata Forneria Marconi